# Boyle Point Park
Boyle Point Park är en park i Kanada.   Den ligger i Comox Valley Regional District och provinsen British Columbia, i den sydvästra delen av landet, 3 600 km väster om huvudstaden Ottawa. Boyle Point Park ligger 82 meter över havet. Den ligger på ön Denman Island.
Terrängen runt Boyle Point Park är platt åt nordost, men åt sydväst är den kuperad. Havet är nära Boyle Point Park österut.Trakten är glest befolkad. Närmaste större samhälle är Union Bay, 17,9 km nordväst om Boyle Point Park. 